# 皮門塔布埃努
11°40′21″S 61°11′37″W / 11.67250°S 61.19361°W
皮門塔布埃努（葡萄牙語：Pimenta Bueno），是巴西的城鎮，位於該國西北部，由朗多尼亞州負責管轄，始建於1977年11月24日，面積6,241平方公里，海拔高度195米，2014年人口37,230，人口密度每平方公里5.97人。